# City Light Thief
City Light Thief (dt. „Stadtlichtdieb“) ist eine deutsche Post-Hardcore-/Post-Punk-Band aus Grevenbroich, die, gegründet erstmals 2003 unter dem Namen Whisk?!, bereits mehrere nationale Wettbewerbe und Preise gewann.

## Geschichte

### Whisk?! – erste EPs und Rock am Ring
2003 wurde die Band ursprünglich unter dem Namen „Whisk?!“ in Grevenbroich von Benjamin Mirtschin, Tobias Schmidt und Roman Laube als Punk-Band gegründet. Nachdem nach drei Jahren die ca. 17-minütige 4-Track-Debüt-EP Quiet Now bei Headlightmusic in limitierter Auflage veröffentlicht wurde, stießen im Frühling 2007 Tobias Brings und Robert Matyjaszczyk nach vorherigen mehrfachen Besetzungswechseln hinzu. Die nun wieder vollzählige Band knüpfte in diesem Jahr neue Kontakte und spielte wieder vermehrt Konzerte, woraufhin sie im Juli 2008 mit Goodbye, Good Will bei Öttemusic, dem Indie-Label des Düsseldorfer Sängers Christian Ötte, ihre im Another-Level Studio Kaarst aufgenommene, nächste EP in einer Auflage von 500 handnummerierten Cardsleeves veröffentlichte. Die darauf enthaltenen Songs wurden noch im selben Jahr unter anderem in einer einstündigen Sondershow auf dem Radiosender des Rhein Kreis Neuss News 89.4 ausgestrahlt, wonach sie sich mit Bands wie Planlos, Ashes of Pompeii und Vanilla Sky deutschlandweit die Bühne teilten.
Den Höhepunkt der bisher fünfjährigen Bandgeschichte stellte dann bald der Auftritt auf dem Rock am Ring Festival 2008 dar, infolgedessen die Band kurz darauf ihren Namen änderte, um sich fortan neu zu orientieren.

### City Light Thief – Laviin
Nachdem der Name Anfang des Jahres 2009 in „City Light Thief“ geändert wurde, begann die Band mit dem Songwriting neuer Stücke, um sich von der vergangenen Schaffensphase abzuheben. Auf die anstehenden Demoaufnahmen folgte der erste Videodreh zum Song Domino Sparrow unter Leitung der Videocrew Caraax mit anschließender Aufnahme zweier weiterer Songs in der Fachhochschule Düsseldorf.

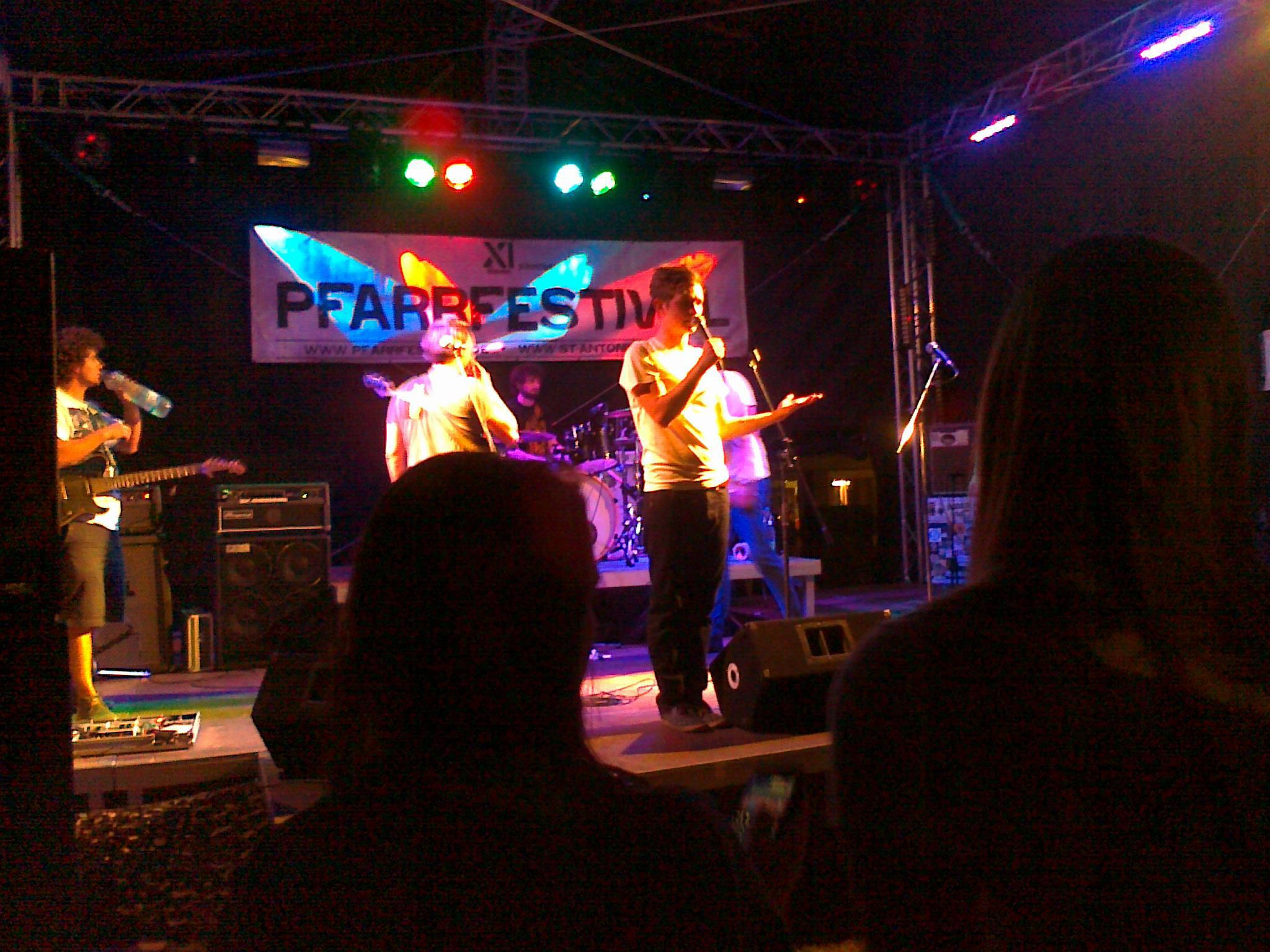
City Light Thiefs Auftritt auf dem Pfarrfestival 2012

Zu Anfang des darauf folgenden Jahres wurde sowohl mit Laviin das erste Studioalbum in voller Länge eingespielt und im Folgejahr auf Midsummer Records als CD und blaue Vinyl mit der auf 50 Stück limitierten gratis akustik-EP Bedroom Sessions veröffentlicht, als auch das Musikvideo zu Punkt. Aus? Ende! vorgestellt, für das die Band noch im selben Jahr den deutschen Webvideopreis erhielt. Unmittelbar nach Veröffentlichung des Albums benannte Produzent Bastian Hartmann sein selbstständiges Studio nach diesem. Auf Laviin zu finden war unter anderem das Titellied der zuvor in der Fachhochschule Düsseldorf eingespielten EP Golden Roots in aktueller Version.  Die B-Seite Wandervögel dagegen wurde aus Kompatibilitätsgründen zum Album nicht erneut vertont. Darüber hinaus war ihnen eine kommerzielle Verwendung der alten EP-Aufnahmen nicht gestattet.

### The Music of Chance – das Crowdfunding-Projekt
Zu Beginn des Jahres 2012 zog sich die Band für eine Woche in ein Haus in Niederehe zurück, um dort weitere vier Songs für die geplante EP aufzunehmen. Diese sollte, inhaltlich orientiert am gleichnamigen Roman Paul Austers, den Namen The Music of Chance tragen. Da der Band allerdings noch ein Betrag von 1000 € zur Produktion im geplanten 10"-Vinyl-Format fehlte, startete sie ein Crowdfunding-Projekt, bei dem die Fans der Band schon vor der Pressung die EP in acht verschiedenen Paketen vorbestellen konnten (von Boni wie einem zusätzlichen Buch mit Markierungen der verwendeten Textstellen, über ein eigenes Konzert der Band bis hin zu einem Abendessen mit ihnen), um der Band somit die Finanzierung zu ermöglichen. Der benötigte Betrag wurde bereits nach 48 Stunden erreicht und im Endeffekt sogar doppelt eingespielt.
Auf den planmäßigen Release am 11. Mai 2012 folgten nicht nur diverse Festivalauftritte – unter anderem beim Hurricane Festival –, sondern auch zwei vorhergehende Konzerte im finnischen Helsinki und Tampere Anfang April, sowie eine Deutschland-Tour als Support der amerikanischen Post-Hardcore Band Polar Bear Club.
Nach der Auflösung seiner Band Thoughts Paint the Sky, in der er drei Jahre lang als Gitarrist und Sänger vertreten war, übernahm Mario Wolf Ende 2012 den Platz des Keyboarders bei City Light Thief.
Zum dreijährigen Jubiläum des Release der EP veröffentlichten sie ab dem 11. Mai 2015 in zweitägigem Abstand die Songs, hinterlegt mit Filmmaterial des gleichnamigen Films zum Roman aus dem Jahre 1993, in chronologischer Reihenfolge auf der Videoplattform Youtube.

### Vacilando
Nach einem weiteren Studioaufenthalt in nun erweiterter Formation veröffentlichten sie am 31. Mai 2013 mit Vacilando ihr drittes Studioalbum. Zu der Namenswahl des Albums äußerte sich die Band in einem Blogeintrag wie folgt:

„Unter anderem ist “Vacilando” ein Wort für jemanden, der des Reisens willen auf Reisen ist, der nicht wissen möchte, wo genau sein Ziel liegt und den es nicht schert, ob er nun dort ankommt oder nicht. Jemand, der Dinge geschehen lässt.“

Sie entwickelten den bisher verfolgten Stil weiter, indem sie weitere Details und versteckte Facetten in die insgesamt 11 Stücke einbauten. Mit mittlerweile 6 Mitgliedern verwendeten sie nun vermehrt Chorgesänge, welche hymnische Eigenschaften mit einfließen ließen, und versinnbildlichten im Rahmen der komplexeren Songstrukturen die angesprochene Orientierungslosigkeit, die dafür sorgten, dass das Gesamtwerk „enorm verwoben und vielschichtig klingt“. Erneut wurde, wie schon im Song Punkt.Aus?Ende! des Debütalbums Laviin, im letzten Song des Albums auf einen gesprochenen Dialog – diesmal in englischer Sprache –, sowie Hintergrunduntermalung durch ein genreuntypisches Akkordeon, zurückgegriffen. Das Gesamtwerk stand vor Release mehrere Wochen als Stream gratis zum Anhören auf der Internetseite des VISIONS-Magazins bereit.
Auf die ausverkaufte, im Kölner Underground abgehaltene, Releaseparty, bei der das neue Album nach Eröffnung durch die Londoner Gunning For Tamar, deren Sänger Joe bereits den Monolog des Stücks Cloudburst~Torrent eingesprochen hatte, live vorgestellt wurde, folgte Ende des Jahres eine kleine Tour durch Kneipen und Clubs, in deren Rahmen sie unter anderem als Vorband für Adolar auftraten.
Zeitgleich mit dem Albumrelease publizierten sie ebenfalls ein Musikvideo zu Panica, welches zusammen mit Tänzerinnen des TSV Raunheim und der Produktionsfirma Iconographic in einer alten Wiesbadener Molkerei gedreht wurde. Weiterhin findet man nun auf Youtube eine Performance der Songs Of Armisitce und Cloudburst~Torrent, die sie für die Prettylivesessions einspielten.
Vacilando wurde letztendlich als CD, Gatefold-Vinyl, MP3-Download, sowie als rotes Tape, limitiert auf nur 50 Stück, produziert und veröffentlicht.
Nachdem City Light Thief unter anderem mit Heisskalt zusammen auf Deutschland-Tour gingen, veranstalteten sie am 19. Dezember zum Jahresabschluss ein gemeinsames Konzert im Saal des Jugendtreffs St. Josef, wo zuletzt die Grevenbroicher Punkrock-Band Planlos ihre Abschiedskonzerte gab.

### Neue EP 2015
Am 20. Juni 2015 gab die Band bekannt, eine neue EP, welche vier neue Songs beinhalten solle, bei Nico Vetter, Gitarrist der Mönchengladbacher Band This April Scenery, aufgenommen zu haben. Die Songs seien live eingespielt worden und sollen noch Ende des selbigen Jahres veröffentlicht werden, nachdem sie im September desselben Jahres im Rahmen der Reunion-Konzerte der Kölner Post-Hardcore-Band Days in Grief als Support auftreten werden.

## Stil

### Whisk?!
Die Musik bestand vorrangig aus einer Mischung aus Punk und Metal unter progressivem Einfluss. Die Texte wiesen zwar durchaus atmosphärisch dunkle Züge auf, hatten aber nie die Absicht, pessimistische Wirkungen hervorzurufen.

### City Light Thief
Die Namensänderung zog auch einen Genrewechsel nach sich. Die Band befreite sich nahezu ganz von standardisierten Punk-Einflüssen, um einen progressiveren Weg einzuschlagen. Neben klar definierten Gitarren und prägnanten Melodien finden sich vor allem undurchsichtigere Songstrukturen, die trotzdem ein ausgearbeitetes Konzept erkennen lassen, wobei eine klare Einordnung der Band in ein Genre nicht möglich ist. Es wird explizit auf vokale Mehrstimmigkeit, ab Vacilando sogar auf vierstimmige Chorpassagen, unter Verwendung genretypisch exotischer Instrumente, wie dem Tamburin, zurückgegriffen. Dies zeigt sich insbesondere in den für getaddicted.com angefertigten Videoaufnahmen, in denen die WG-Partner Tobias Brings und Schmidt zusammen mit Sänger Benni die Songs Pioneers, Driftwood und Golden Roots in Badezimmer, Flur und Küche der Wohnung unter Verwendung von unter anderem einer Ukulele, einem Glockenspiel und einer Melodica vortragen.

„Für Punk zu komplex, für Post-Core zu poppig, für Indie zu hart.“

Während das Debütalbum mit knapp 36 Minuten Laufzeit auf 10 Songs musikalisch komprimiert gehalten war, verteilt die EP nur 4 Songs auf ca. 20 Minuten. Das Resultat dieser durchschnittlich längeren Stücke sind ausgefallenere Instrumentalpassagen, verspieltere Musik, sowie eine in sich bestehende Schlüssigkeit der Stücke, die diese sich auch musikalisch als Konzept-EP abheben lassen.
Der Gesang bewegt sich technisch zwischen cleanem und gutturalem Gesang (Screaming, Shouting). Die Texte des Debütalbums und Vacilandos beschreiben zunehmend „das Gefühl vom Heimat- und Orientierungslosigkeit, hinterfragen das eigene Handeln und die eigene Persönlichkeit.“, wobei sich die der EP The Music of Chance gänzlich an der Geschichte Paul Austers Roman orientieren.
Sowohl auf Laviin, als auch auf Vacilando wurde in den Stücken Punkt.Aus?Ende! und Cloudburst~Torrent, die jeweils das Ende des Albums darstellen, auf einen inneren Monolog zurückgegriffen, in welchem über die Inhalte der vorhergehenden Texte abschließend reflektiert wird.
Sämtliche Texte, mit Ausnahme des Punkt. Aus? Ende! Schlusses ab Monologbeginn, sind in englischer Sprache verfasst.

## Contests und Auszeichnungen

### Ringrocker Bandcontest 2008
Im Zuge des jährlich veranstalteten Bandcontest der Rock am Ring Community ringrocker.de, ging die Band im Jahre 2008 als Gewinner der Finalrunde hervor und gewann somit einen Auftritt auf dem Rock am Ring Festival im gleichen Jahr. Noch vor diesem verunglückte jedoch Gitarrist Roman während des Transports des Backlines der Band, als er mit dem Auto gegen einen Baum fuhr, weshalb er die Nacht in einem Krankenhaus verbringen musste.

### Webvideopreis 2011
Bei den Verleihungen des ersten Webvideopreises 2011 ging die Band erfolgreich aus der Rubrik „c/o-Pop“ für ihr Musikvideo zu Punkt. Aus? Ende!  hervor und gewann damit einen Sonderpreis in der Kategorie „Freie Musik“. Sie nahmen den Preis bei der offiziellen Verleihung am 20. Februar 2012 im Essener Astra Theater persönlich dankend entgegen.
Das entsprechende Video wurde in nur einem Take mit einem Budget von unter 100 € und unter Mithilfe von über 30 Freiwilligen ohne einen einzigen Schnitt im Comude Studio Köln produziert und dabei live gespielt. Die Inspiration dazu stammte, wie auch im Video selbst mehrfach angegeben, aus dem Musikvideo zu David De La Hoz der Band The Chariot.

## Trivia
- Anfang 2013 wurde auf Soundcloud eine eigene Interpretation des Stückes Die Toten auf dem Rücksitz Thees Uhlmanns als Dankeschön an die Fans für das vergangene Jahr veröffentlicht.
- Zur Veröffentlichung der Music of Chance wurde im August 2012 gegen geringen Unkostenbeitrag eine Grillparty mit der Band in einem privaten Garten veranstaltet, bei der sie unter anderem die EP vollständig spielten.
- City Light Thief werden vom Modelabel HOME IS WHERE YOUR HEART IS gesponsert[32]

## Diskografie

### City Light Thief

#### Alben
- 2010: Laviin (Midsummer Records)
- 2013: Vacilando (Midsummer Records)
- 2018: Nothing Is Simple (Midsummer Records)

#### EPs
- 2012: The Music of Chance (Rookie Records / Midsummer Records)
- 2010: Bedroom Sessions (Limitiert auf 50 Exemplare, den ersten Vinylscheiben beiliegend)
- 2015: Shame

#### Singles
- 2017: Death Trip (7" Vinyl)

#### Demos
- 2009: Golden Roots (in FH Düsseldorf)
- 2009: Demos 2009

#### Musikvideos
- 2013: Panica
- 2012: The Wailing Wall
- 2011: Punkt. Aus? Ende!
- 2009: Domino Sparrow

#### Live-Videos
- 2013: Of Armistice (prettylivesessions.)
- 2013: Cloudburst~Torrent (prettylivesessions.)
- 2011: Circa Now (diefictioncompany)
- 2011: Golden Roots (diefictioncompany)

### Whisk?!

#### EPs
- 2008: Goodbye, Good Will (Öttemusic)
- 2006: Quiet Now (Headlight Music)